# I concerti live @ RTSI (album Domenico Modugno)
I concerti live @ RTSI è un album dal vivo di Domenico Modugno.
Si tratta di un disco dal vivo tratto da un'esibizione di Modugno tenuta alla televisione svizzera il 7 gennaio 1981, e che non era mai stata pubblicata precedentemente.
Il CD è uscito nel 2001 nella collana Concerti Rtsi questa collana raccoglie comunque altri concerti inediti di cantautori. Nel 2004 è uscito il DVD con tutta l'esibizione.
La canzone "Che me ne importa a me" è intitolata erroneamente come "Il tango d'Armando".

## Tracce
1. Piove
2. Nel blu dipinto di blu
3. Vecchio frack
4. L'anniversario
5. Resta cu'mme
6. Se dio vorrà
7. La donna riccia
8. O ccafè
9. La lontananza
10. Il vecchietto
11. Tu si na cosa grande
12. Stasera pago io
13. Il tango di Armando
14. Strada 'nfosa
15. Meraviglioso